# Neidenstein

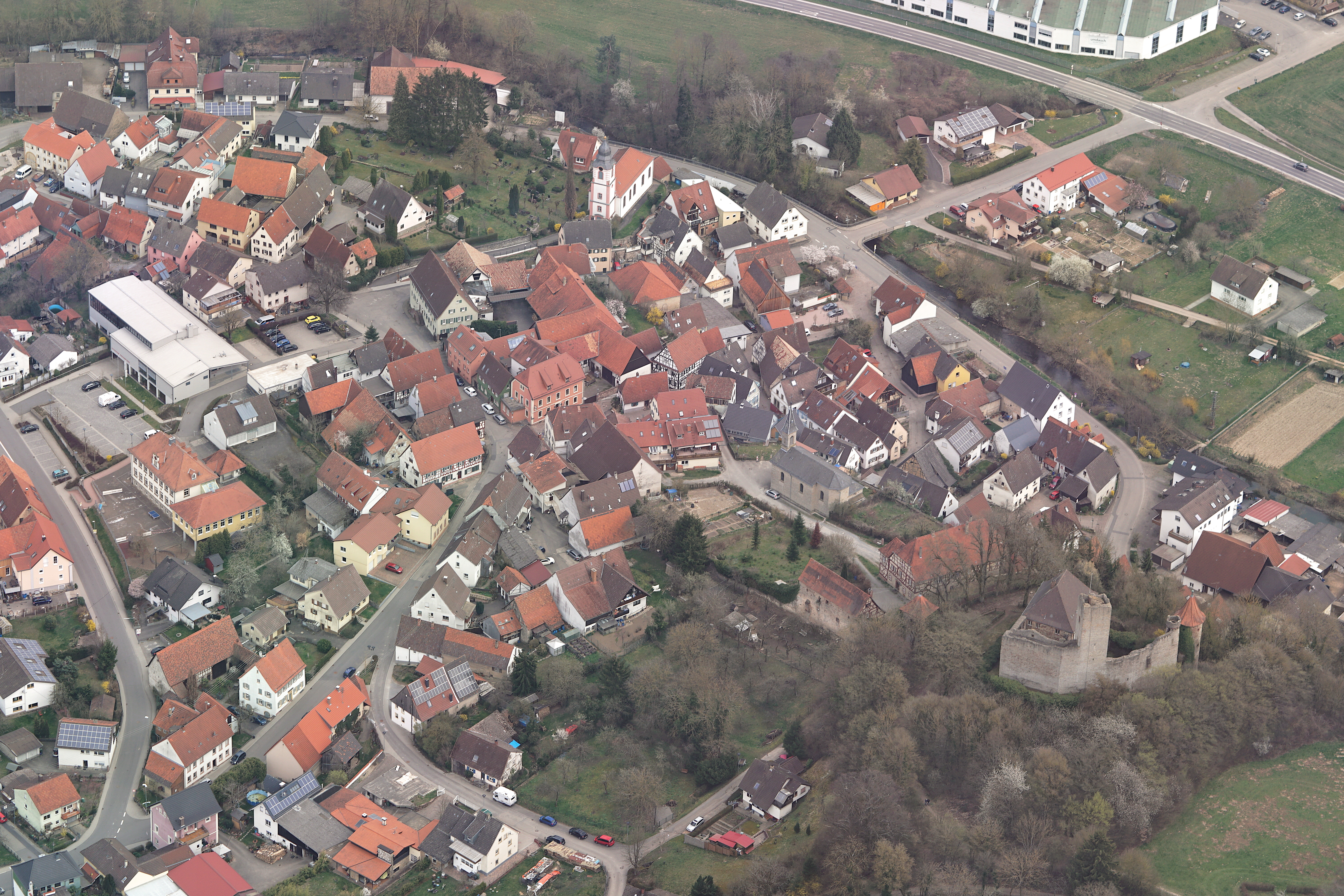
Zentrum von Neidenstein mit Burganlage

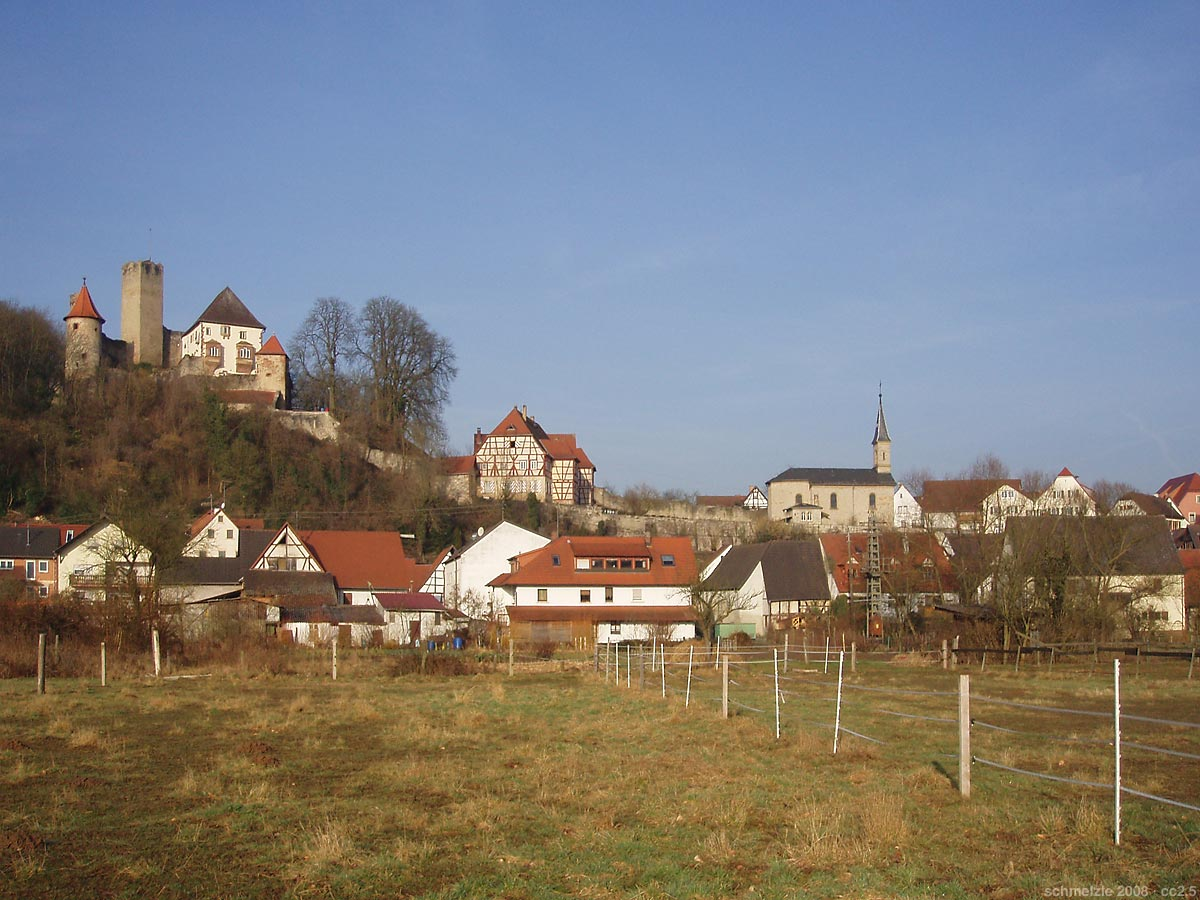
Burg Neidenstein und der südliche Bereich des Ortes von Osten gesehen

Neidenstein ist eine Gemeinde im Rhein-Neckar-Kreis in Baden-Württemberg. Ihr wurde zum 1. Oktober 2022 der Namenszusatz Burgdorf verliehen. Sie gehört dem Gemeindeverwaltungsverband Waibstadt und der Tourismusregion Brunnenregion an.

## Geographie

### Geographische Lage
Neidenstein liegt im Tal des Schwarzbachs, im nördlichen Kraichgau, südlich des Kleinen Odenwalds, im Naturpark Neckartal-Odenwald. Die nächsten größeren Städte sind Sinsheim (9 km) und Heidelberg (27 km).
Die Burg Neidenstein liegt auf einem nach Norden hin abfallenden Bergsporn wenige hundert Meter westlich des Schwarzbachs. Der Ort hat sich als Burgweiler nördlich davon gebildet. Die Ausbreitung des Ortes erfolgte den topografischen Gegebenheiten folgend nach Nordwesten. Der Bahnhof liegt etwas nach Norden versetzt auf der östlichen Uferseite des Schwarzbachs. Hier hat sich auch alle Industrie des Ortes angesiedelt. Weiter im Nordosten ist am Epfenbacher Berg außerdem ein weiteres Wohngebiet entstanden. Der Altort mit seinen direkt anschließenden Wohngebieten ist vom Wohngebiet am Epfenbacher Berg durch den Schwarzbach, die Schwarzbachtalbahn und das Industriegebiet räumlich getrennt.

### Nachbargemeinden
Nachbargemeinden sind Epfenbach im Nordosten, Helmstadt-Bargen im Osten, Waibstadt im Südosten, Eschelbronn im Westen und – ohne gemeinsame Gemarkungsgrenze – Spechbach im Norden.

## Geschichte
Die ältesten Siedlungsfunde in Neidenstein datieren auf die Zeit der Römer und umfassen neben den Überresten eines römischen Gutshofs auch den Neidensteiner Matronenaltar, der sich heute im Badischen Landesmuseum befindet.
Zur Zeit der Franken bestand vermutlich eine Bauernsiedlung am Ort und im weiteren Verlauf des Mittelalters entstand auf dem Bergsporn oberhalb des heutigen Ortes die Burg Neidenstein, die im 13. Jahrhundert zur Wehrburg ausgebaut und 1319 als Reichslehen der Herren von Venningen erstmals erwähnt wurde. Um die Burg entwickelte sich der Ort als Burgweiler.
Nach dem Dreißigjährigen Krieg gestattete die Grundherrschaft Juden die Ansiedlung, wodurch im 17. Jahrhundert eine jüdische Gemeinde in Neidenstein entstand.
Bis zum Beginn des 19. Jahrhunderts gehörte Neidenstein zum Stammbesitz der Herren von Venningen und damit zum Ritterkanton Kraichgau. Die Neidensteiner Linie der Venningen stellte mit Seyfried († 1395) und Jobst († 1410) zwei Mitglieder des Deutschen Ordens und mit Hans († 1478) einen Bischof von Basel und den Gründer der dortigen Universität. 1611 starb die Neidensteiner Linie der Herren von Venningen mit Otto Heinrich von Venningen aus und wurde von der Hilsbacher Linie besetzt. Die evangelische Kirche wurde um 1700 errichtet, das Rathaus 1773. Die Ortschaft wurde nach 1750 durch Rodung auf dem Hohen Bühl ausgeweitet.

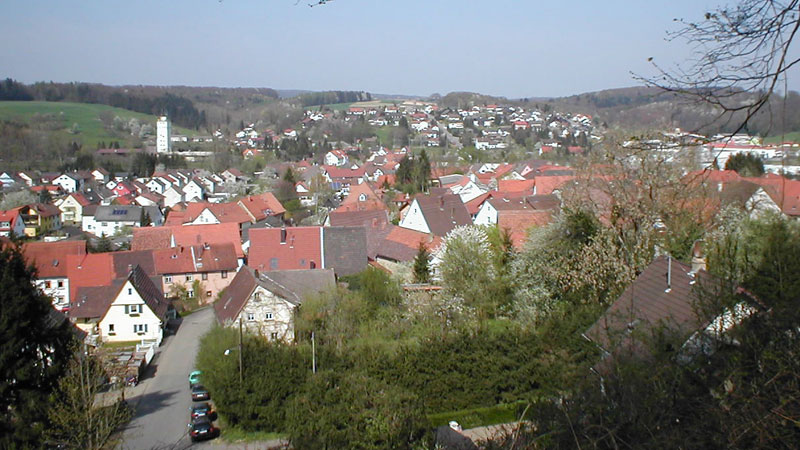
Blick vom im Süden gelegenen Burgberg nördlich über Neidenstein

1806 erfolgte die Mediatisierung der reichsritterschaftlichen Fürstentümer und Neidenstein gelangte als selbstständige Gemeinde zum Großherzogtum Baden. Dort gehörte sie zunächst zum Oberamt Waibstadt und ab 1810 zum Bezirksamt Sinsheim. Die Burganlage blieb weiterhin bis heute im Besitz der Familie von Venningen, die sie 1897 bis 1903 renovieren ließ. 1862 erfolgte der Anschluss des Ortes an die Eisenbahn, 1902 wurde der Ort elektrifiziert.
Bei den Novemberpogromen 1938 zerstörte die Eschelbronner SA unter Leitung des Obersturmbannführers und Waibstadter Bürgermeisters Eugen Laule am 10. November die Synagoge im Kirchgraben. Am 22. Oktober 1940 wurden im Rahmen der „Wagner-Bürckel-Aktion“ die letzten 19 in Neidenstein lebenden Juden von Beamten der Gestapo abgeholt und in ein Sammellager nach Heidelberg gebracht.
1939 hatte Neidenstein 749 Einwohner, Ende 1945 lebten durch die Aufnahme zahlreicher Flüchtlinge und Vertriebener 980 Personen am Ort. Gegen Ende der 1950er Jahre siedelten sich mehrere mittelständische Unternehmen im Ort an, später wurden großflächige Neubaugebiete ausgewiesen. Als 1973 der Landkreis Sinsheim aufgelöst wurde, kam der Ort zum neuen Rhein-Neckar-Kreis.
Im Dezember 1993 und im Juni 1994 wurden die tiefergelegenen Teile des Ortes jeweils durch Hochwasser des Schwarzbachs heimgesucht und verwüstet.

## Demographie
Entwicklung der Einwohnerzahlen:
| Jahr | Einwohner |
| ---- | --------- |
| 1990 | 1.535     |
| 2001 | 1.864     |
| 2011 | 1.835     |
| 2021 | 1.756     |

## Religionen
In Neidenstein gibt es ein evangelisches Pfarramt und die barocke evangelische Kirche.
Für die römisch-katholischen Gläubigen ist das Pfarramt in Waibstadt zuständig. Die im Jahr 1880 erbaute katholische Kirche „Heilige Dreifaltigkeit“ befindet sich in der Schlossstraße.

## Politik

### Gemeinderat
Der Gemeinderat in Neidenstein hat zehn Sitze und wird jeweils für eine Amtszeit von fünf Jahren gewählt. Der Gemeinderat besteht aus den gewählten ehrenamtlichen Gemeinderäten und dem Bürgermeister als Vorsitzendem. Der Bürgermeister ist im Gemeinderat stimmberechtigt.
Die Kommunalwahl vom 9. Juni 2024 führte zu folgendem Ergebnis:
| Partei/Liste            | 2024   | 2024   | 2019   | 2019   |
| Partei/Liste            | Anteil | Sitze  | Anteil | Sitze  |
| ----------------------- | ------ | ------ | ------ | ------ |
| CDU                     | 39,2 % | 4      | 31,0 % | 3      |
| SPD                     | 26,0 % | 3      | 33,5 % | 3      |
| Unabhängige Bürgerliste | 34,8 % | 3      | 35,6 % | 4      |
| Wahlbeteiligung         | 72,0 % | 72,0 % | 70,8 % | 70,8 % |

### Bürgermeister
Der Bürgermeister wird für jeweils acht Jahre direkt gewählt:
| - 1901–1920 Karl Ziegler - 1920–1925 Friedrich Mayer - 1925–1945 Friedrich Winkelmann - 1945–1966 Erich Ziegler | - 1966–1974 Otto Ziegler - 1974–1995 Peter Haas († 1995; im Amt) - 1996–2003 Uwe Göhrig - 2003–2012 Peter Reichert | - ab 2013 Frank Gobernatz |

### Wappen
Die Blasonierung des Wappens lautet: In Silber drei verschränkte rote Lilienstäbe, der mittlere gestürzt.
Das Wappen basiert auf dem Familienwappen der Herren von Venningen, das zwei gekreuzte Lilienstäbe zeigt. Um Verwechslungen vorzubeugen, wurde im Neidensteiner Wappen der dritte gestürzte Stab hinzugefügt und in dieser Form 1901 vom Generallandesarchiv Karlsruhe gestaltet.

### Partnerschaft
Neidenstein ist 1976 eine Gemeindepartnerschaft mit der französischen Kleinstadt Vaucouleurs eingegangen.

### Bauwerke

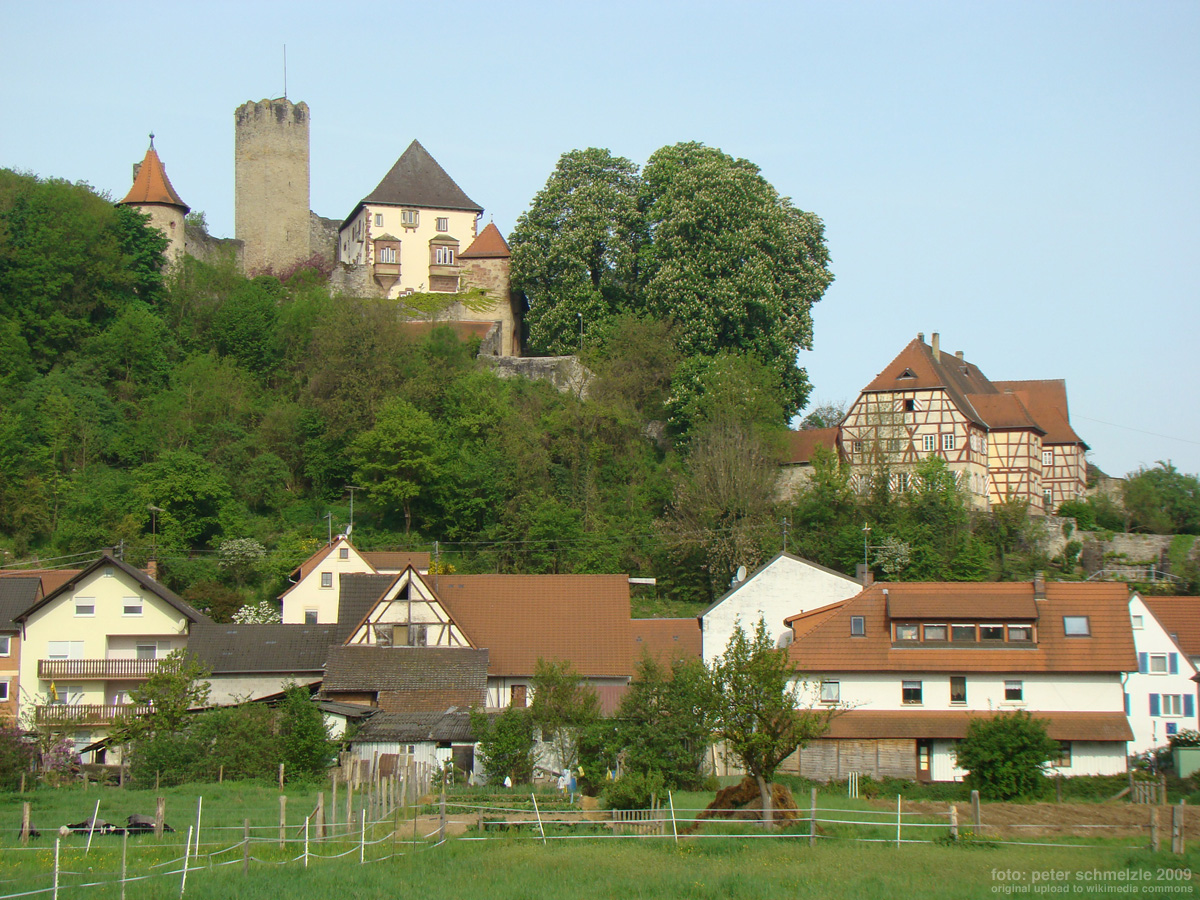
Burg Neidenstein

- Burg Neidenstein, erbaut auf einem Bergsporn, mit mittelalterlichem Bergfried und Burggraben sowie Vorburgbereich mit Tortürmen (äußerer Torturm 1569) und zwei repräsentativen Fachwerkgebäuden aus dem 16. Jahrhundert. In einem der Fachwerkgebäude der Vorburg ist heute ein Heimatmuseum eingerichtet, das andere weist einen Renaissance-Achteckturm von 1538 auf. Das Wohngebäude der Burg ist bewohnt.
- Im Bereich der Vorburg wurde 1880 die katholische Kirche anstelle einer Friedhofskapelle aus dem 15. Jahrhundert errichtet.
- Die barocke evangelische Kirche entstand in ihrer heutigen Form um 1700 (Turm fertiggestellt 1770), ist im Kern aber vermutlich schon so alt wie die Burg. Im Inneren der Kirche haben sich zahlreichen Grabplatten und Epitaphe des 15. bis 18. Jahrhunderts erhalten, darunter das mit einem Alabasterrelief gezierte Epitaph des Ottheinrich von Venningen († 1611) sowie das große Barockepitaph des kaiserlichen Generalwachtmeisters Eberhard Friedrich von Venningen († 1710). Die im Jahr 1914 im Speicher der Kirche aufgefundene Neidensteiner Madonna stammt wohl aus der Friedhofskapelle, ist eine Arbeit aus der Werkstatt von Peter Parler und befindet sich heute im Landesmuseum in Karlsruhe. Die Kirche wurde 1976 saniert.
- Barockes Rathaus von 1773, renoviert 1991
- Altortbereich mit historischen Fachwerkbauten
- Villa rustica im Gewann Buchfeld

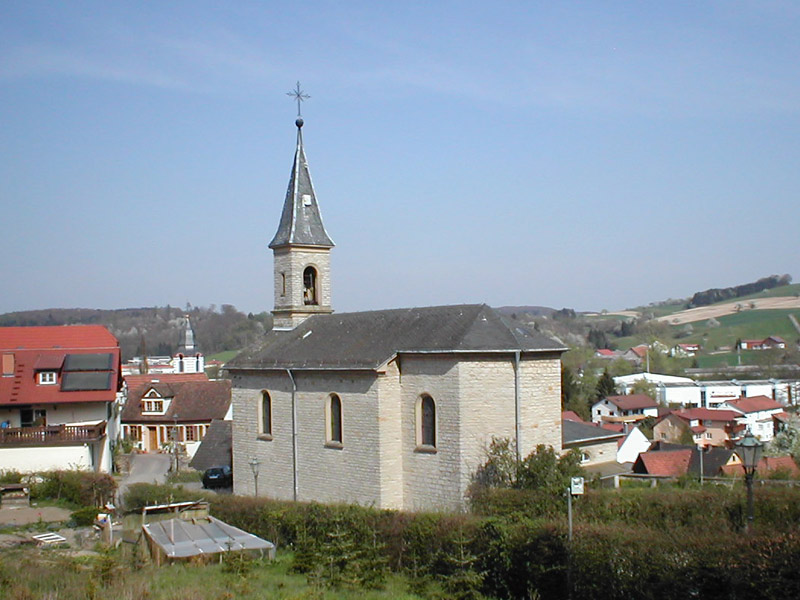
Katholische Kirche
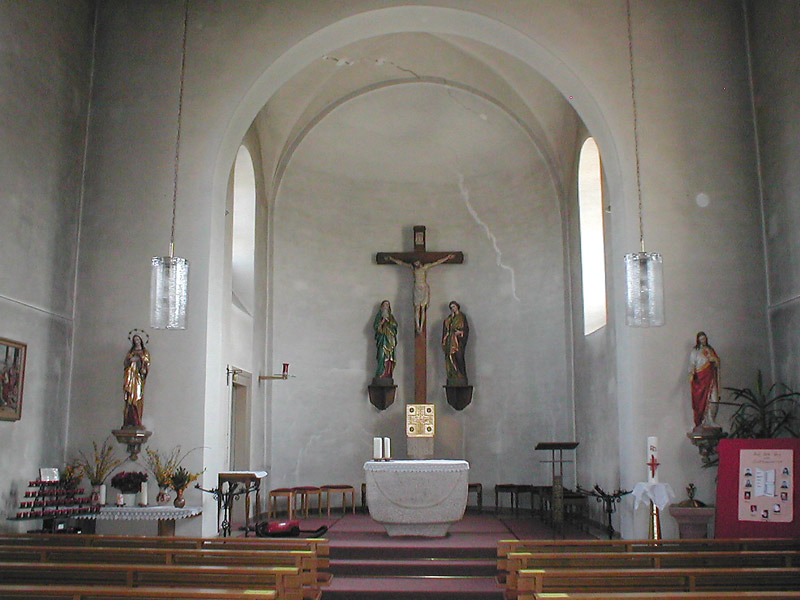
Inneres der kath. Kirche
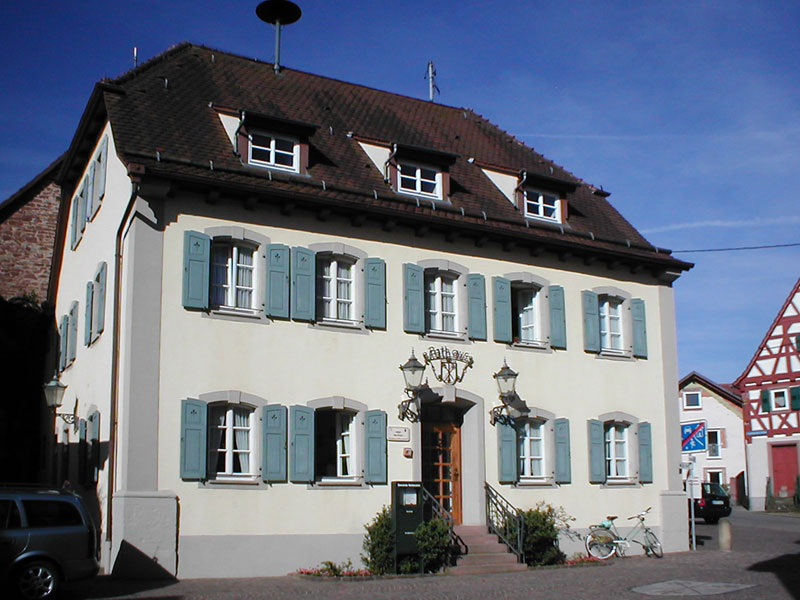
Rathaus von 1773
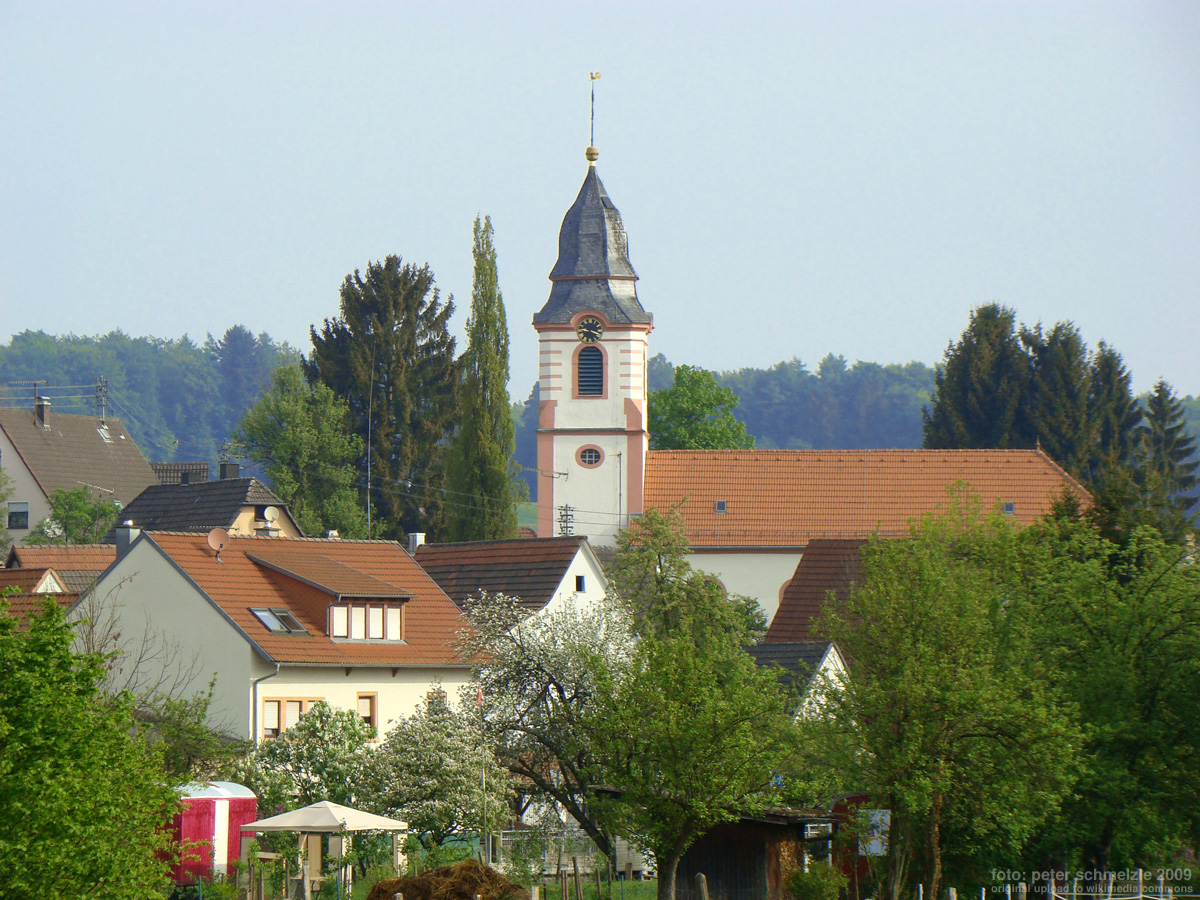
Ev. Barockkirche um 1700

### Sport
Die Region um Neidenstein besitzt ein Rad- und Wanderwegnetz.

### Regelmäßige Veranstaltungen
- Altortfest mit Illumination der Burg und Feuerwerk  (alle 2 Jahre (in geraden Jahren) Mitte August)
- Kerwe Neidenstein (jedes Jahr Mitte Oktober)

## Wirtschaft und Infrastruktur

### Verkehr
Neidenstein liegt an der Schwarzbachtalbahn (Baden) (Meckesheim–Aglasterhausen), die mit der Linie S 51 in das Netz der S-Bahn RheinNeckar eingegliedert ist. Die Züge der S-Bahn verkehren in der Hauptverkehrszeit im 30-Minuten-Takt, ansonsten alle 60 Minuten zwischen Meckesheim und Aglasterhausen. Darüber hinaus gibt es mehrmals täglich Direktverbindungen nach Heidelberg sowie Mannheim und ein Zugpaar von/nach Mainz.
Durch eine Alltagradsroute aus dem Radnetz Baden-Württemberg ist Neidenstein über Eschelbronn und Meckesheim mit Neckargemünd und in der anderen Richtung über Waibstadt und Helmstadt mit Mosbach verbunden.
Durch Neidenstein verläuft die Burgen-Tour Kraichgau-Stromberg, eine etwa 52 Kilometer lange regionale Radroute, die den Ort mit den Gemeinden Eschelbronn und Waibstadt verbindet.

## Persönlichkeiten

### Ehrenbürger
- Karl Ziegler, Schulrat (1889–1965)
- Dr. Max Freiherr v. Venningen (1902–1964)

### Söhne und Töchter der Gemeinde
- Esaias Meyer (1684–1771), Bürgermeister von Heilbronn.
- Helmut Beck (* 1939), Erster Bürgermeister der Großen Kreisstadt Sinsheim, Träger des Bundesverdienstkreuzes am Bande